# 셰퍼드 (밴드)
셰퍼드(Sheppard)는 오스트레일리아의 인디 팝 밴드이다. 대표곡은 "Geronimo", "Let Me Down Easy"이다.